# Ganapatya
Ganapatya, también conocida como ganapatismo es una denominación del hinduismo para aquellos que veneran a Ganesha (también llamado Ganesh o Ganapati).

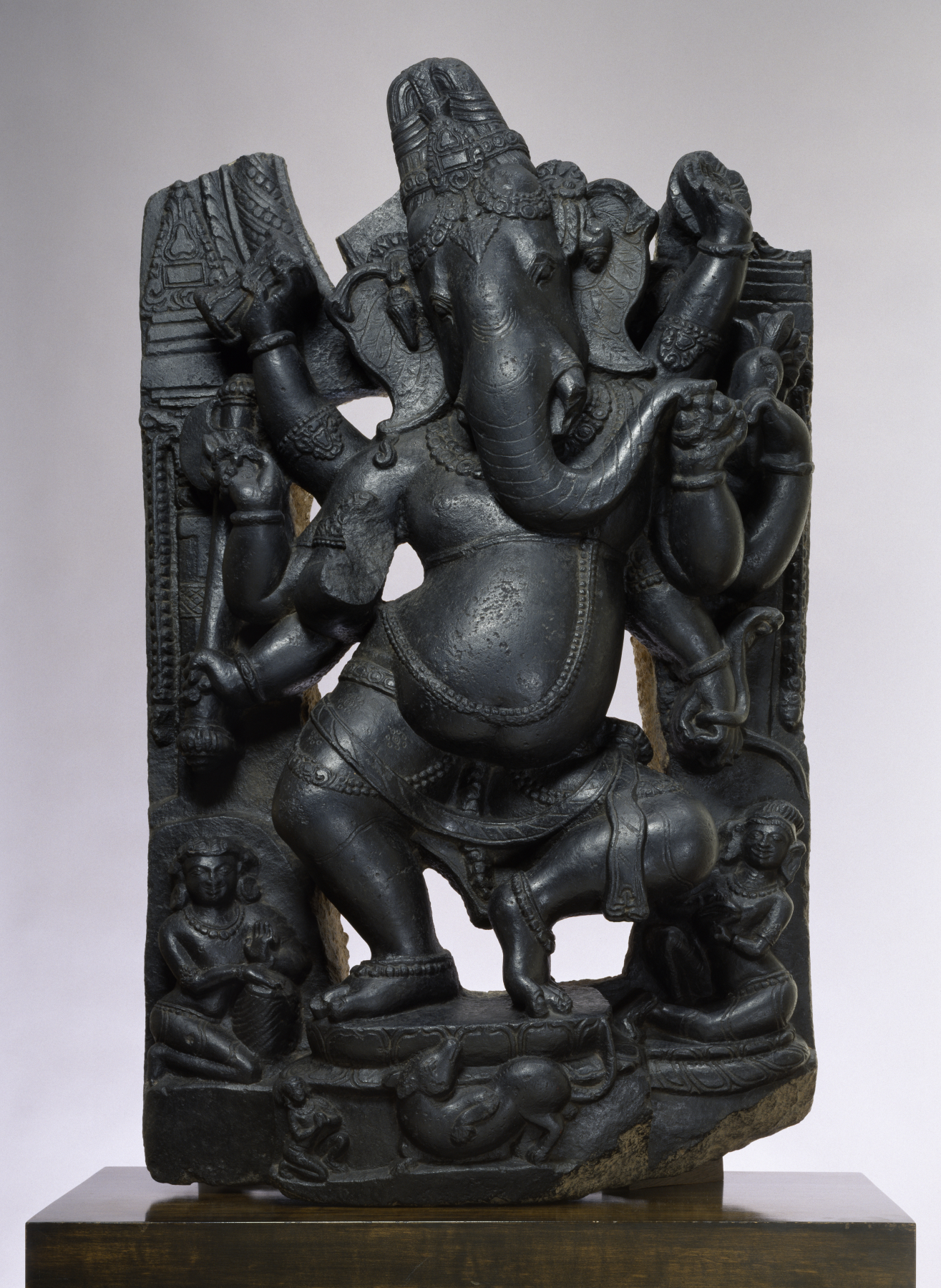
Representación del baile de Ganesha y su amor por los dulces. El ratón aparece en la base. The Walters Art Museum.

La veneración a Ganesha es complementario con la adoración de otras deidades. Hindúes de todas las doctrinas comienzan oraciones, labores o tareas importantes y ceremonias religiosas con una invocación a Ganesha. El "culto de las cinco formas" (pañcāyatana pūjā), el cual fue popularizado por Śaṅkarācārya, invoca las cinco deidades Ganesha, Vishnu, Shiva, Devi, y Surya. Los ganapatyas son una de las cinco principales doctrinas hindúes, junto al Shaivismo, Shaktismo, Vaishnavismo, Krishnaismo y Smartismo que sigue la filosofía Advaita. Si bien no es una doctrina tan grande como los cuatro primeras, ha sido muy influyente.